# Arondismentul Tulle
Arondismentul Tulle (în franceză Arrondissement de Tulle) este un arondisment din departamentul Corrèze, regiunea Limousin, Franța.

## Subdiviziuni

### Cantoane
- Cantonul Argentat
- Cantonul Corrèze
- Cantonul Égletons
- Cantonul Lapleau
- Cantonul Mercœur
- Cantonul La Roche-Canillac
- Cantonul Saint-Privat
- Cantonul Seilhac
- Cantonul Treignac
- Cantonul Tulle-Campagne-Nord
- Cantonul Tulle-Campagne-Sud
- Cantonul Tulle-Urbain-Nord
- Cantonul Tulle-Urbain-Sud
- Cantonul Uzerche

### Comune
| 1. Affieux (19001)                          | 2. Albussac (19004)                   | 3. Altillac (19007)                       | 4. Les Angles-sur-Corrèze (19009)      |
| 5. Argentat (19010)                         | 6. Auriac (19014)                     | 7. Bar (19016)                            | 8. Bassignac-le-Bas (19017)            |
| 9. Bassignac-le-Haut (19018)                | 10. Beaumont (19020)                  | 11. Camps-Saint-Mathurin-Léobazel (19034) | 12. Chamberet (19036)                  |
| 13. Chamboulive (19037)                     | 14. Chameyrat (19038)                 | 15. Champagnac-la-Noaille (19039)         | 16. Champagnac-la-Prune (19040)        |
| 17. Chanac-les-Mines (19041)                | 18. Chanteix (19042)                  | 19. La Chapelle-Saint-Géraud (19045)      | 20. Chapelle-Spinasse (19046)          |
| 21. Le Chastang (19048)                     | 22. Chaumeil (19051)                  | 23. Clergoux (19056)                      | 24. Condat-sur-Ganaveix (19060)        |
| 25. Cornil (19061)                          | 26. Corrèze (19062)                   | 27. Darazac (19069)                       | 28. Espagnac (19075)                   |
| 29. Espartignac (19076)                     | 30. Eyburie (19079)                   | 31. Eyrein (19081)                        | 32. Favars (19082)                     |
| 33. Forgès (19084)                          | 34. Gimel-les-Cascades (19085)        | 35. Goulles (19086)                       | 36. Gros-Chastang (19089)              |
| 37. Gumond (19090)                          | 38. Hautefage (19091)                 | 39. Le Jardin (19092)                     | 40. Lacelle (19095)                    |
| 41. Ladignac-sur-Rondelles (19096)          | 42. Lafage-sur-Sombre (19097)         | 43. Lagarde-Enval (19098)                 | 44. Lagraulière (19100)                |
| 45. Laguenne (19101)                        | 46. Lamongerie (19104)                | 47. Lapleau (19106)                       | 48. Latronche (19110)                  |
| 49. Laval-sur-Luzège (19111)                | 50. Le Lonzac (19118)                 | 51. Madranges (19122)                     | 52. Marc-la-Tour (19127)               |
| 53. Marcillac-la-Croisille (19125)          | 54. Masseret (19129)                  | 55. Meilhards (19131)                     | 56. Mercoeur (19133)                   |
| 57. Meyrignac-l'Église (19137)              | 58. Monceaux-sur-Dordogne (19140)     | 59. Montaignac-Saint-Hippolyte (19143)    | 60. Moustier-Ventadour (19145)         |
| 61. Ménoire (19132)                         | 62. Naves (19146)                     | 63. Neuville (19149)                      | 64. Orliac-de-Bar (19155)              |
| 65. Pandrignes (19158)                      | 66. Peyrissac (19165)                 | 67. Pierrefitte (19166)                   | 68. Reygade (19171)                    |
| 69. Rilhac-Treignac (19172)                 | 70. Rilhac-Xaintrie (19173)           | 71. La Roche-Canillac (19174)             | 72. Rosiers-d'Égletons (19176)         |
| 73. Saint-Augustin (19181)                  | 74. Saint-Bazile-de-la-Roche (19183)  | 75. Saint-Bonnet-Avalouze (19185)         | 76. Saint-Bonnet-Elvert (19186)        |
| 77. Saint-Bonnet-les-Tours-de-Merle (19189) | 78. Saint-Chamant (19192)             | 79. Saint-Cirgues-la-Loutre (19193)       | 80. Saint-Clément (19194)              |
| 81. Saint-Geniez-ô-Merle (19205)            | 82. Saint-Germain-les-Vergnes (19207) | 83. Saint-Hilaire-Foissac (19208)         | 84. Saint-Hilaire-Peyroux (19211)      |
| 85. Saint-Hilaire-Taurieux (19212)          | 86. Saint-Hilaire-les-Courbes (19209) | 87. Saint-Jal (19213)                     | 88. Saint-Julien-aux-Bois (19214)      |
| 89. Saint-Julien-le-Pèlerin (19215)         | 90. Saint-Martial-Entraygues (19221)  | 91. Saint-Martial-de-Gimel (19220)        | 92. Saint-Martin-la-Méanne (19222)     |
| 93. Saint-Merd-de-Lapleau (19225)           | 94. Saint-Mexant (19227)              | 95. Saint-Pantaléon-de-Lapleau (19228)    | 96. Saint-Pardoux-la-Croisille (19231) |
| 97. Saint-Paul (19235)                      | 98. Saint-Priest-de-Gimel (19236)     | 99. Saint-Privat (19237)                  | 100. Saint-Salvadour (19240)           |
| 101. Saint-Sylvain (19245)                  | 102. Saint-Ybard (19248)              | 103. Saint-Yrieix-le-Déjalat (19249)      | 104. Sainte-Fortunade (19203)          |
| 105. Salon-la-Tour (19250)                  | 106. Sarran (19251)                   | 107. Seilhac (19255)                      | 108. Servières-le-Château (19258)      |
| 109. Sexcles (19259)                        | 110. Soudaine-Lavinadière (19262)     | 111. Soursac (19264)                      | 112. Treignac (19269)                  |
| 113. Tulle (19272)                          | 114. Uzerche (19276)                  | 115. Veix (19281)                         | 116. Vitrac-sur-Montane (19287)        |
| 117. Égletons (19073)                       | 118. L'Église-aux-Bois (19074)        |                                           |                                        |